# Ricco (cognome)
Ricco è un cognome di lingua italiana.

## Origine e diffusione
Cognome tipicamente panitaliano, è presente prevalentemente in Italia centro-meridionale.
Potrebbe derivare dal prenome medioevale Ricco o da Rico, diminutivo di prenomi quali Enrico, Federico e Oderico, dal tardo latino ricus, dal germanico rihhi, "ricco". La radice rig-, di origine celtica, da cui anche rex, lo accomuna al cognome Re. È incrociabile con il cognome Ricci.
La variante Ricchezza copre il medesimo areale; Riccobono e Riccobene sono siciliani; Richieri è ligure e piemontese; Ricchini è lombardo; Riccobon è veneto, trentino e friulano; Riccamboni è trentino.

## Persone
- Mario Ricco (1940) – fisico, inventore e ingegnere italiano